# Trevico
Trevico là một đô thị (comune) thuộc tỉnh Avellino trong vùng Campania của Ý. Trevico có diện tích 10 km2, dân số là 1106 người (thời điểm ngày 1/5/2009).